# Nardo Wick
Nardo Wick, de son vrai nom Horace Bernard Walls III, né le 30 décembre 2001 à Jacksonville en Floride, est un rappeur américain.

## Biographie
Nardo Wick met en ligne son premier titre, intitulé Face Shot, en mai 2019.
En 2020, avec les sorties successives des singles Lolli, Slide et Came Up, le rappeur se fait un nom dans la scène underground floridienne.
En 2021, son single Who Want Smoke? devient viral sur le réseau social TikTok, du fait d'un « challenge » controversé, lequel consiste à se filmer en utilisant son téléphone comme d'une arme de poing. Un remix du titre en collaboration avec les rappeurs Lil Durk, 21 Savage et G Herbo paraît en octobre. La même année, Nardo Wick figure sur la bande originale du film Judas and the Black Messiah.
Fin novembre 2021, il publie le single Me or Sum en collaboration avec Future et Lil Baby. Le titre atteint la 58e place du Billboard Hot 100. Le 3 décembre 2021 paraît le 1er album studio de Nardo Wick, intitulé Who Is Nardo Wick?.
En juin 2022, Nardo Wick est nommé dans la XXL Freshman Class 2022. Le mois suivant, le rappeur sort le single Dah Dah DahDah. Le titre, samplant le tube Tom's Diner de Suzanne Vega, amasse plus de 6 millions de vues sur la plateforme YouTube en 1 mois, et atteint la 48e place des charts américains. Lors de l'édition 2022 des BET Hip Hop Awards, Nardo Wick est parmi les nominés dans la catégorie « Meilleur nouvel artiste hip-hop (Best Breakthrough Hip Hop Artist) ».
Le 6 février 2025, il délivre l'EP Hold Off. Son second album studio, WICK, paraît plus tard dans le mois, le 21 février.

## Controverses
En novembre 2023, une vidéo dans laquelle un fan demande une photo à Nardo Wick avant de se faire lyncher par l'entourage du rappeur devient virale. La victime, âgée de 20 ans, est hospitalisée pour une commotion et une hémorragie cérébrale. Dans une publication Instagram, Walls condamne publiquement ses compères et adresse son soutien à la victime et sa mère. Les agresseurs, âgés de 34 et 15 ans, se rendent à la police de Tampa, où l'agression s'est produite, quelques jours plus tard,.

## Discographie

### Albums studio
- 2021 : Who Is Nardo Wick?
- 2025 : WICK

### EP
- 2025 : Hold Off